# Jorge Kapinha
Jorge Fernando dos Santos Capinha Marques Rosa, mais conhecido por Jorge Kapinha (10 de Maio de 1974), é um músico e actor português, que teve a sua primeira aparição na televisão através do programa Ai os Homens, onde se sagrou vencedor.

## Biografia
Com 13 anos foi escolhido para participar numa campanha da Alsa Choc Drink.
Foi aluno do Instituto Superior Técnico no curso de Engenharia Electrotécnica e de Computadores.
Vence a primeira edição do concurso Ai, os Homens. Foi membro da boys band portuguesa "D'Arrasar" iniciada em Março de 1998.
Apresentou os programas Popstars e Super Sábado (2002). Em 2003 passou pelo concurso Masterplan - O Grande Mestre enquanto convidado.
Fez parte do elenco da 1.ª série de Verão (2004) e da 2.ª série, no papel de "Ricco", da série "Morangos Com Açúcar", na TVI. Foi "repórter" no programa da SIC, Êxtase'. Apresentou em conjunto com Ana Lúcia o game show noturno da TVI chamado "Sempre a Somar". 
Em 2011 foi concorrente do reality show da TVI, Perdidos na Tribo onde se sagrou  o vencedor e em 2013 foi também concorrente do reality show  Big Brother VIP, na TVI.
Em 2022 foi um dos comentadores do Big Brother na TVI. Em 2024, fez parte do elenco adicional da novela A Fazenda da TVI.
Foi convidado por Marco Horácio para o programa Levanta-te e Ri, para fazer um pequeno sketch de stand-up em 2003, acabando por não subir ao palco por sofrer bullying por parte dos colega, Jel e Hugo Sousa. O assunto foi comentado por Bruno Nogueira durate as os directos que fez na plataforma instagram durante a pandemia de 2020
Tem um relacionamento com a actriz Mafalda Teixeira, de quem tem um filho.